# Acroloxus improvisus
Acroloxus improvisus is een slakkensoort uit de familie van de Acroloxidae. De wetenschappelijke naam van de soort is voor het eerst geldig gepubliceerd in 1929 door Polinski.